# Attitudes (album)
Pour les articles homonymes, voir Attitude.
Albums de Lorie
Live Tour 2003
(2003) Week End Tour
(2004)
Singles
1. Week-end
Sortie : 15 décembre 2003
2. La Positive attitude
Sortie : 4 avril 2004
3. Ensorcelée
Sortie : 14 juin 2004
4. C'est plus fort que moi
Sortie : 6 décembre 2004

Attitudes est le troisième album studio de la chanteuse française Lorie, sorti le 19 janvier 2004.
Il s'est vendu à plus de 600 000 copies et a été certifié disque de platine en France et disque d'or en Belgique et Suisse,,.

## Liste des pistes
| #   | Titre                                                                                        | Durée |
| --- | -------------------------------------------------------------------------------------------- | ----- |
| 1.  | Intro Paroles & Musique : Johnny Williams                                                    | 0:55  |
| 2.  | Week-end Paroles : Lorie, Pierre Billon, Johnny Williams / Musique : Johnny Williams         | 4:02  |
| 3.  | Ensorcelée Paroles & Musique : Johnny Williams                                               | 3:57  |
| 4.  | Sur la scène Paroles & Musique : Johnny Williams                                             | 4:17  |
| 5.  | En regardant la mer Paroles : Johnny Williams, Pierre Billon / Musique : Johnny Williams     | 3:51  |
| 6.  | Baggy, bandana et poésie Paroles : Heloïse Monteiro, Lorie / Musique : Johnny Williams       | 4:10  |
| 7.  | La Positive Attitude Paroles : Heloïse Monteiro, Johnny Williams / Musique : Johnny Williams | 4:31  |
| 8.  | C'est plus fort que moi Paroles & Musique : Jean-Jacques Goldman                             | 3:49  |
| 9.  | Si tu revenais Paroles & Musique : Johnny Williams, Noam Kaniel                              | 4:21  |
| 10. | Ma bonne étoile Paroles : Johnny Williams, Pierre Billon / Musique : Johnny Williams         | 4:33  |
| 11. | Le Temps de partir Paroles : Lorie, Heloïse Monteiro / Musique : Johnny Williams             | 3:25  |
| 12. | C'est fini Paroles & Musique : Johnny Williams                                               | 4:07  |
| 13. | Au-delà des frontières Paroles & Musique : Johnny Williams                                   | 5:11  |

## Singles
- Week-end est le premier single issu de l'album, il est sorti le 15 décembre 2003. C'est un titre plus rock que les précédents dont le clip a été tourné dans les Alpes françaises. Il a été certifié disque d'or en France pour plus de 250 000 ventes.
- La Positive attitude est le second single extrait de l'album, il est sorti le 4 avril 2004. Le titre de ce single fut utilisé dans une raffarinade. Ce single est le premier de Lorie à ne pas recevoir de certification, il s'est vendu à un peu moins de 125 000 exemplaires en France.
- Ensorcelée est le troisième single issu de l'album, il est sorti le 14 juin 2004. Il a été certifié disque d'argent en France pour plus de 250 000 ventes.
- C'est plus fort que moi est le quatrième et dernier single extrait de l'album, il est sorti le 6 décembre 2004. Ce titre a été entièrement composé par Jean-Jacques Goldman. Il n'a pas non plus été certifié et s'est vendu à un peu moins de 100 000 exemplaires en France.

## Versions commercialisées

### édition simple + édition limitée digipack
Cette première version est sortie le 19 janvier 2004. Une édition limitée digipack, sortie en même temps, se présente sous la forme d'une boite cartonnée et contient, en plus, un DVD contenant le clip vidéo de Week-end, ainsi que le making of et la version karaoké.

### Édition Limitée Or
Cette édition a été commercialisée le 6 novembre 2006. Celle-ci se présente sous la forme d'un boitier en plastique entouré d'un cadre cartonné.

### Autres versions
- La version originale est aussi sortie en cassette audio.
- Un coffret 2 CD comprenant l'album (Attitudes) et l'album (Rester la même) est sortie en 2007.
- Un autre  Coffret 2 CD comprenant le Lorie Live Tour en CD (édition simple) et l'album Attitudes était disponible en 2005.

source : Just-Lorie.net

## Ventes et certifications
En France, l'album s'est vendu à environ 325 000 exemplaires et a été certifié disque de platine.
En tout, ce sont environ 600 000 copies qui ont été écoulées, tous pays confondus.
| Pays     | Certification | Date         | Ventes certifiées |
| -------- | ------------- | ------------ | ----------------- |
| Belgique | Or            | 14 août 2004 | 20 000            |
| France   | Platine       | 6 mai 2004   | 300 000           |
| Suisse   | Or            | 2004         | 20 000            |

## Classements de l'album
| Classement hebdomadaire |                    |                             |
| Pays                    | Meilleure position | Semaines dans le classement |
| Belgique (Fr)           | 1                  | 48                          |
| France                  | 1                  | 70                          |
| Suisse                  | 5                  | 12                          |

| Classement annuel |           |
| Pays              | Position  |
| Belgique (Fr)     | 9 (2004)  |
| France            | 10 (2004) |